# Trouble Trouble (Via del blues)
Trouble Trouble è il primo album di inediti della Via del blues, pubblicato da Otium Records nel 2003.
L'album è composto da 11 brani (10 + 1 hidden track) ed una personale versione di Continental Op, brano del 1987 di Rory Gallagher.

## Tracce
1. Road Boogie (Gaetano Quarta, Gino Giangregorio, Dino Panza)
2. It's Too Bad (Gino Giangregorio, Dino Panza)
3. This Morning (Gino Giangregorio, Dino Panza)
4. Linda Lou (Gaetano Quarta, Gino Giangregorio, Dino Panza)
5. Big Heart Baby (Gaetano Quarta, Gino Giangregorio, Dino Panza)
6. Mr. Panzman (Gaetano Quarta, Gino Giangregorio, Dino Panza)
7. Want Myself (Gaetano Quarta, Gino Giangregorio, Dino Panza)
8. Hop Hop Hop Hop (Gaetano Quarta, Gino Giangregorio, Dino Panza)
9. I Think That (Gino Giangregorio, Dino Panza)
10. Continental Op (Rory Gallagher)
11. Trouble Trouble (Gaetano Quarta, Gino Giangregorio, Dino Panza)
12. Ghost train 5049 (hidden track) (Dino Panza)

## Formazione
- Gaetano Quarta - voce
- Gino Giangregorio - chitarra, cori
- Dino Panza - armonica
- Enzo Rocci - basso
- Ciro Neglia - batteria, cori

## Produzione
- Otium Records - produzione
- Gaetano Quarta - registrazione
- Gaetano Quarta, Gino Giangregorio, Dino Panza - missaggio
- Beam Studio - mastering
- Pippo D'Innocenzo - copertina

## Recensioni
- La Gazzetta del Mezzogiorno: "Via del blues - La ballata dei trent'anni", articolo di Nicola Morisco del 18 dicembre 2003
- Buscadero: "Via del Blues - Trouble Trouble", articolo di Lino Brunetti pubblicato sul numero di Dicembre 2004